# 혈량과다증
혈량과다증(血量過多症, 영어: hypervolemia, fluid overload)은 혈액의 액량이 비정상적으로 증대되는 질병이다. 과다혈증(過多血症), 과혈량증(過血量症), 다혈증(多血症), 혈액량과다증이라고도 한다. 반대가 되는 질병은 혈량이 너무 적은 질병을 가리키는 혈량저하증이다.

## 병인
과도한 나트륨 및 수분 섭취:
- 나트륨이 함유된 수액[1]
- 급속 수혈을 통한 수혈반응.[1][2]
- 나트륨의 과다 섭취[1]

나트륨과 수분저류:
- 심부전[1]
- 간경변[1]
- 신증후군[1]
- 코르티코스테로이드 치료[1]
- 고알도스테론증[1]
- 저단백질 섭취[1]

혈관 내로의 혈액의 이동:
- 화상 치료 이후의 혈액 재동원(fluid remobilization)[1]
- 고장액의 투여 (예: 마니톨[1] 또는 고장성 생리식염수)
- 알부민 등의 혈장 단백질 투여[1]

## 증상
주로 염과 물로 이루어진 과도한 액체 섭취는 몸의 다양한 지점에 축적되어 몸무게의 증가, 다리와 팔의 종창(부종), 배에 물이 차는 복수가 발생할 수 있다. 허파의 기공에 액체가 유입되면 혈액에 들어갈 수 있는 산소의 양이 줄어들어 호흡곤란을 일으킬 수 있다. 얼굴에 부기가 일어날 수도 있다. 밤에 누울 때 허파에 액이 모일 수 있으며 이로 인해 야간 불면증을 일으킬 가능성이 있다.

## 합병증
심부전은 혈량과다증으로 인한 가장 흔한 합병증이다. 또한 저나트륨혈증과 관련이 될 수 있다.

## 같이 보기
- 부종
- 흉수